# Лепо ковиље
Лепо ковиље (лат. Stipa pulcherrima) је ретка врста трава (Poaceae) ливада и пашњака, као и проређених шума у брдско-планинским областима. Настањује Европу, Малу Азију, Руску степу до Западног Сибира, Крим и Кавказ.

## Опис биљке
Велика вишегодишња, 40–100 cm висока, лабаво бусенаста биљка. Стабљика гола, само је испод цвасти кратко длакава. Листови ± полегајући, при основи стабљике су дуги, поједини достижу и до 1 m дужине. Ови су равни и при основи рапави, широки су 0,5–1 mm. Горњи листови су до 3 mm широки, уско линеарни, равни или полусавијени, голи, глатки или понекад рапави. Лисни рукавац је дужи од интернодија, го, гладак, у младости по ободу трепљасто длакав. Лигула доњих листова је дуга 1 mm а у горњих 2–3 mm, ободом је фино трепљаста, понекад гола. Плеве дуго зашиљене, скоро једнаке, дуге ± 70 mm. Плевице дуге 18–27 mm, доња је дуга 20–25 mm, у доњем делу густо а у горњем поређано длакава. Осје 25–50 cm дуго, два пута коленасто повијено, у доњем делу уврћено и голо, у горњем перасто длакаво. Длаке оси су 7 mm дуге. Цваст је лабава метлица.
Лепо ковиље цвета у јуну-јулу месецу.

## Станиште
Лепо ковиље расте на сувим и каменитим стаништима, претежно на кречњаку или земљишту богатом кречом (умерено је калцифитна биљка).
У Србији је нађено на следећим локалитетима: Ртањ, Сува планина, Озрен, Сврљишке планине, Фрушка гора, Вршачки брег; а у окружењу: Хрватска, Мађарске претпланине, Ердељ, средња и јужна Бугарска, Албанија.
Биљка је флорни елемент евроазијско-медитеранског карактера.

## Привредни значај
Као крмна биљка има мали значај. Тамо где је налази, стока је једе само у рано пролеће.
Лепо ковиље је некада имало значаја као декоративна врста у букетима, али је данас због реткости строго заштићена и не сме да се бере.
| Врсте рода Stipa – ковиље |  |
| · S. aristella · S. balcanica · S. borysthenica · S. bromoides · S. capillata · S. dasyphylla · S. eriocaulis · S. lessingiana · S. pennata · S. pulcherrima · S. tirsa · |  |
| --- |  |